# Церковь Покрова Пресвятой Богородицы (Дмитряшевка)
Церковь Покрова Пресвятой Богородицы — православный храм Липецкой епархии. Расположена в селе Дмитряшевка Хлевенского район Липецкой области.

## История
Первоначально жители Дмитряшевки относились к приходу Покровской церкви в селе Хлевное, выходцами из которого они являлись.
В первой четверти XVII в. была построена деревянная церковь в честь Покрова Пресвятой Богородицы. При ней под 1730 годом упоминается священник Стефан. В 1765 году из Воронежского духовного правления был прислан указ на имя дмитряшевских священников Феодора и Петра.
К началу XIX в. старая церковь обветшала, поэтому в марте 1800 года Епископом Воронежским Арсением дмитряшевцам была дана грамота на построение новой каменной церкви. Строительство было начато в 1801 году и закончено в 1811 году. В описи 1814 года, хранящейся в церковной ризнице, сказано:

Оная церковь и при ней колокольня каменнаго зданiя, вся внутри и снаружи поштукатурена, покрыта желѣзомъ, кровли покрашены зеленою краскою, главы и кресты на нихъ желѣзныя и позлащены червоннымъ золотомъ.

На 1900 год церковь имела 51 десятину земли, приход насчитывал дворов — 710, душ мужского пола — 2111, женского — 2261.
В 1930-е годы церковь была закрыта. В 1939 году на её базе организована машинно-тракторная станция (МТС). Одновременно с МТС в храме находился зерновой склад одного из местных колхозов
В середине 1950-х годов возле храма построили административные здания Дмитряшевского района. Колокольня была частично разобрана, в её помещении расположилось отделение Госбанка. После упразднения района весь комплекс административных зданий был передан детскому дому, который перевели из Нового Дубового, а помещения банка были переданы под гараж и склад. В начале 1960-х годов годов детский дом был преобразован в специализированную школу-интернат, ликвидированную 16 августа 2022 года.

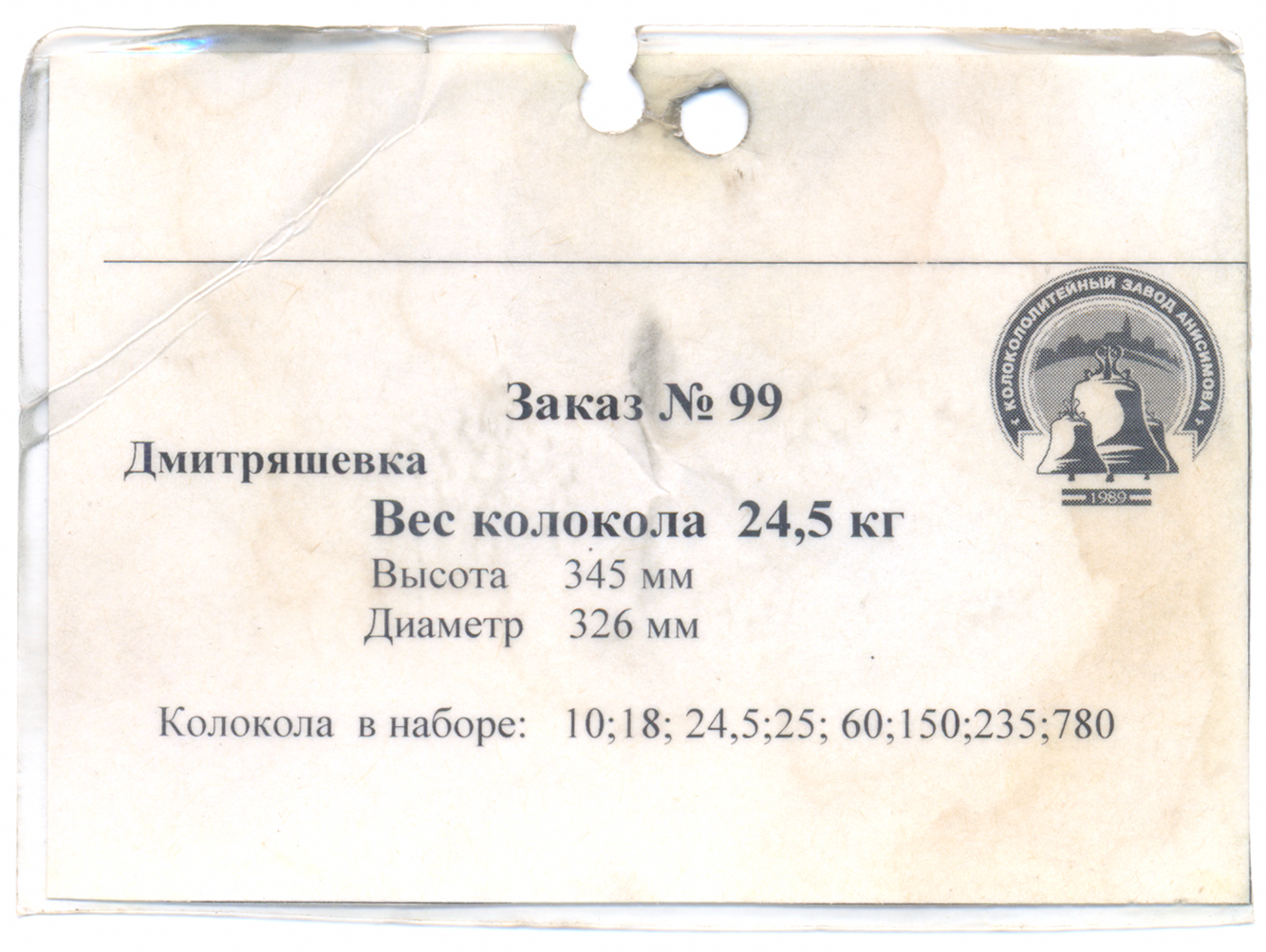
Бирка от колокола 24,5 кг

В 1989 году житель села Дедов Александр Тимофеевич стал инициатором реставрации храма. Была расчищена территория, обустроена молельная комната, перекрыты купола. Но из-за недостатка средств восстановительные работы вскоре
прекратились.
В начале нового века образовалась новая инициативная группа реставрации Покровского храма: Коротких Александр Федорович, Пополитова Валентина Тимофеевна, Дедова Анна Васильевна, Шилов Сергей Федорович. Большую помощь оказали фермеры села и простые односельчане. На собранные средства была нанята бригада мастеров из Армении. На разработку эскизов иконостаса владыка Липецко-Елецкой епархии Никон благословил послушника Анатолия из Задонского мужского монастыря. По его эскизам был сделан алтарь.
В 2017 году начались работы по восстановлению колокольни. 8 ноября 2018 года были установлены новые купола, изготовленные по спецзаказу, все расходы покрыл глава КХ «Речное» Владимир Иванович Коротких. В 2019 году установлен подбор из девяти колоколов весом 780, 235, 150, 60, 25, 24.5, 18 и 10 килограммов, изготовленные на Колокололитейном заводе Анисимова в Воронеже.

## Архитектура
Здание построено в скромных стилевых формах классицизма с элементами эклектики. Архимандрит Димитрий Самбикин в Указателе храмовых празднеств в Воронежской епархии описывал церковь так:

Церковь построена равносторон. крестомъ; въ ней три алтаря, каждый съ однимъ полукружiемъ. Размѣръ церкви въ высоту 40 ½ арш., въ длину 46 арш. Алтари въ придѣлахъ устроены въ 1872-75 г. Колокольня соединена съ церковью посредствомъ трапезной, высота ея 41 ½ аршина; кругомъ церкви каменная ограда стараго устройства. Полъ въ церкви плитяной изъ бѣлаго песчанаго камня. Церков. стѣны росписаны по сырому грунту (альфреско) священ. событiями и ликами святыхъ. При церкви довольно порядочная богодѣльня.

Основной объём храма с тремя апсидами увенчан восьмигранным световым барабаном, перекрытым граненым луковичным куполом. Прямоугольная в плане, вытянутая по оси трапезная соединяет основной объём с квадратной в плане колокольней и примыкающими к ней с севера и юга прямоугольными в плане приделами. Северный и южный фасады церкви обработаны пилястровыми портиками с треугольными фронтонами, прорезанными слуховыми окнами. Углы здания церкви и фасады трапезной обработаны пилястрами. Наличники прямоугольных оконных проемов простые, ленточные. Карнизы профилированные.

## Современный статус
Постановлением главы администрации Липецкой области от 27 февраля 1992 года № 106 Церковь Покрова Пресвятой Богородицы в селе Дмитряшевка признана памятником архитектуры и объектом исторического и культурного наследия областного значения. 11 июля 2014 года Постановление утратило силу.
5 февраля 2016 года приказом № 32569-р Министерства культуры России Церковь зарегистрирована в едином государственном реестре объектов культурного наследия (памятников истории и культуры) народов Российской Федерации с присвоением регистрационного номера 481510406260005.

## Духовенство

### Настоятелихрама
- иерей Сергей Рыбалкин (26 августа 1962 - 21 апреля 2018).
- 4 мая 2018 года[14] - н.в. — иерей Алексей Владимирович Хайченко (род. 13 июня 1987)[15]

### Составпричта, упоминаемый в разные годы
1730 год
- Священник Стефан

1765 год
- Священник Фёдор
- Священник Пётр

1782 год
- Священник Иван Иванович Попов
- Священник Максим Матвеевич Попов
- Священник Фёдор Иванович Попов (ум. 1794 г.)
- Священник Иван Ильин (ум. 1794 г.)

1814 год
- Священник Андрей Иерофеевич Петровский
- Священник Иван Иванович Владимиров (Попов)
- Священник Фёдор Акимович Вишневский (в 1837-1854)
- Священник Иван Филиппович Богомолов (ум 1862 г.)
- Священник Иван Михайлович Иванов (до 1863 г.)
- Священник Трофим Петровский (ум. 1867 г.)
- Священник Василий Александрович Вележев (до 1879 г.)

1864 год
- Священник Михаил Николаевич Рязанов

1876 год
- Священник Николай Федорович Дубровский

1898-1899 гг
- Священник Николай Федорович Дубровский
- Священник Василий Алексеевич Милоградский
- Диакон Александр Михайлович Воробьёвский
- Псаломщик-диакон Николай Федорович Аскоченский
- Псаломщик Михаил Иванович Муравлёв

## Фотографии

Вид с восточной стороны
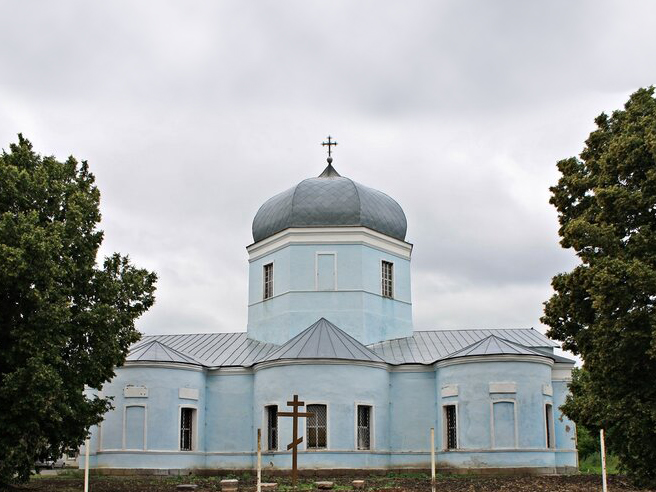
22 июня 2013
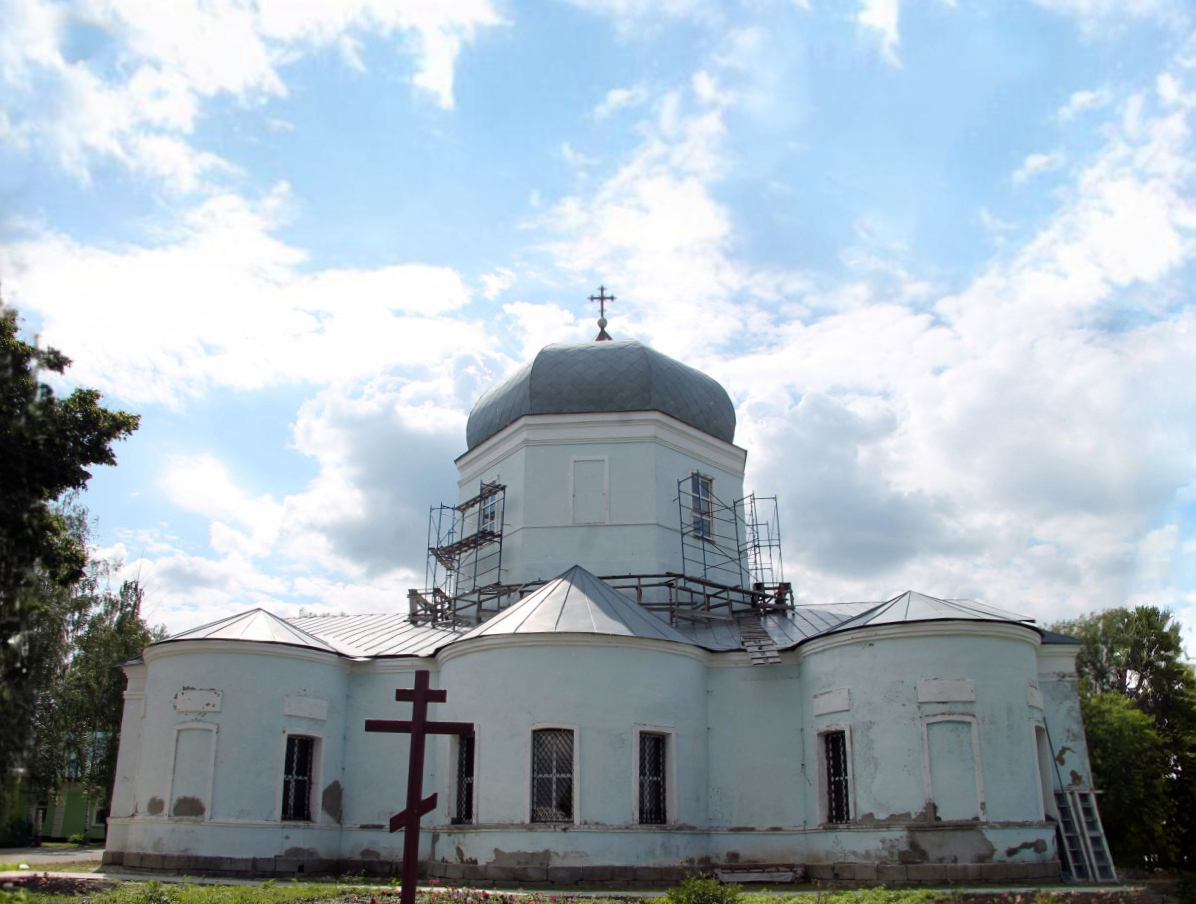
10 июня 2016
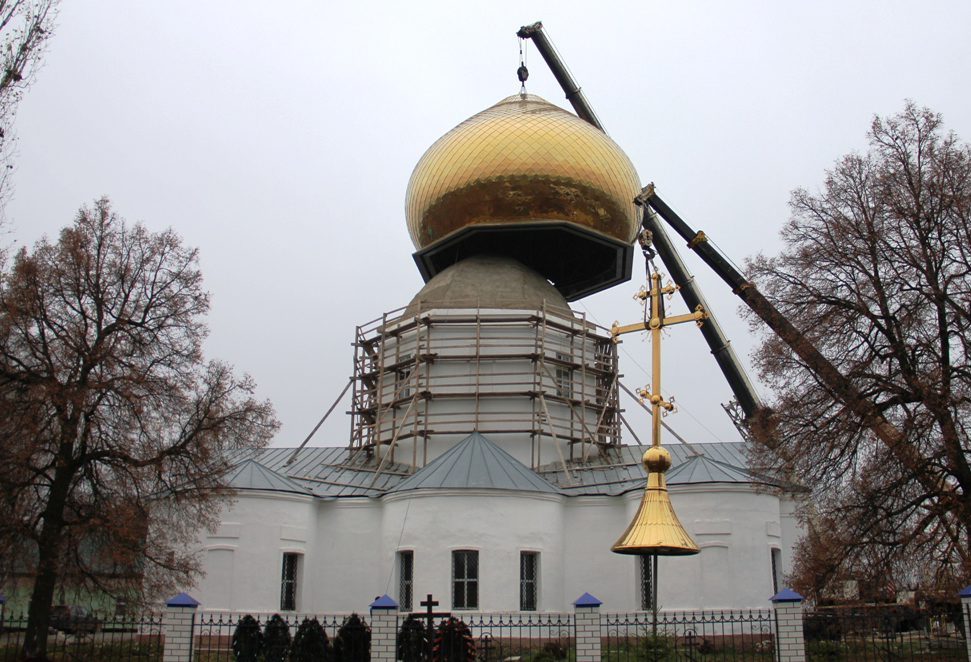
8 ноября 2018
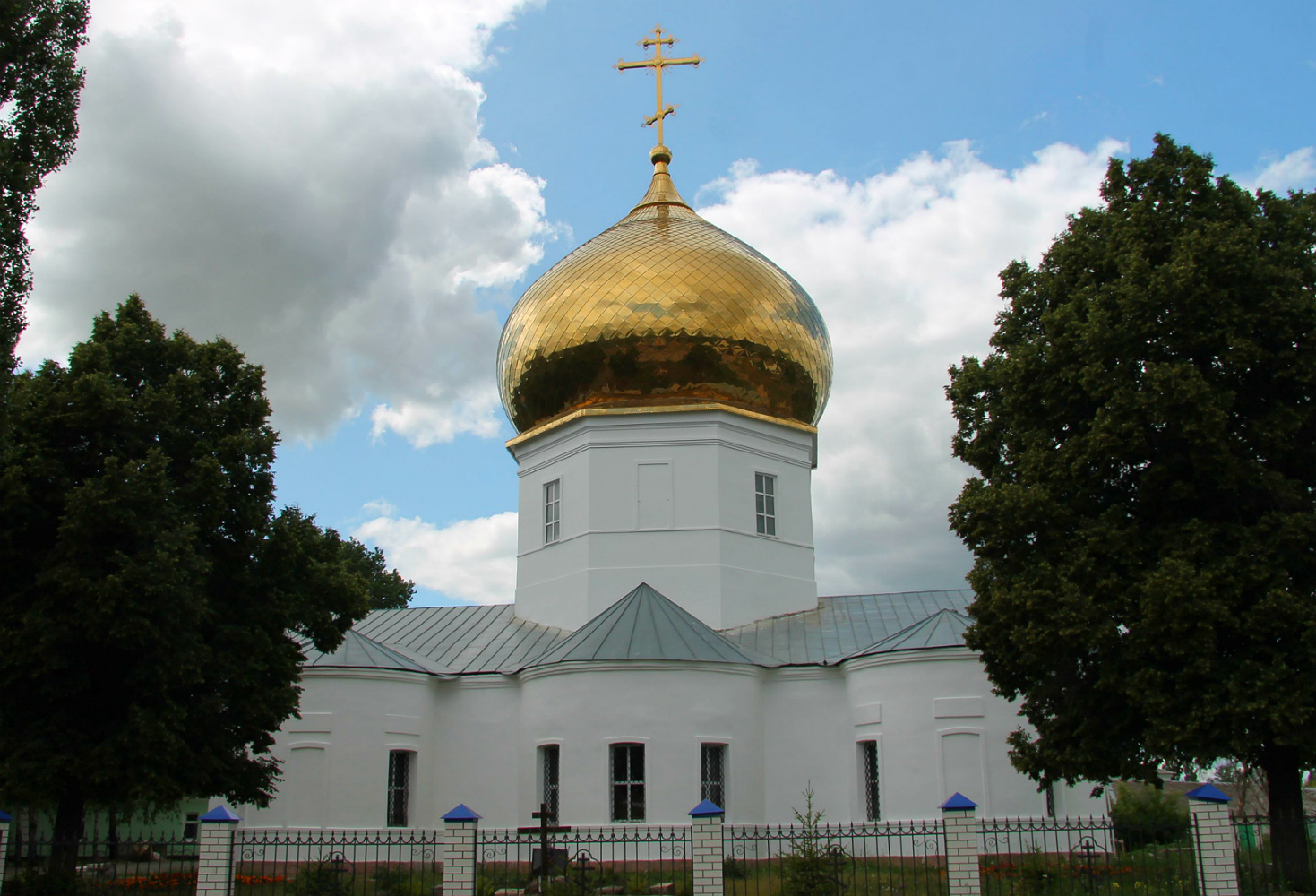
30 июня 2019

Вид с северо-восточной стороны
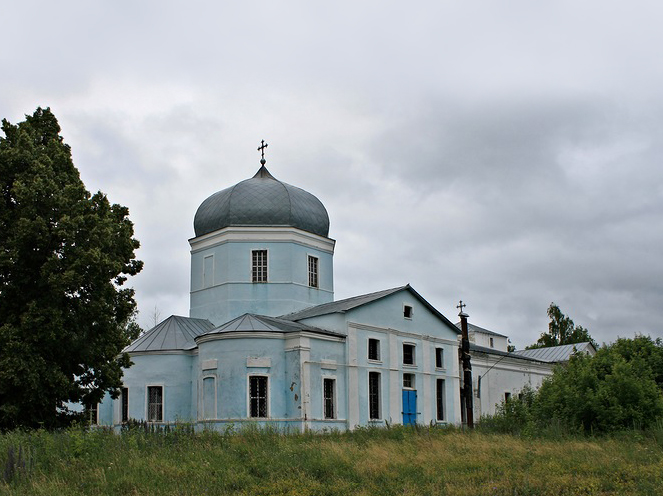
22 июня 2013
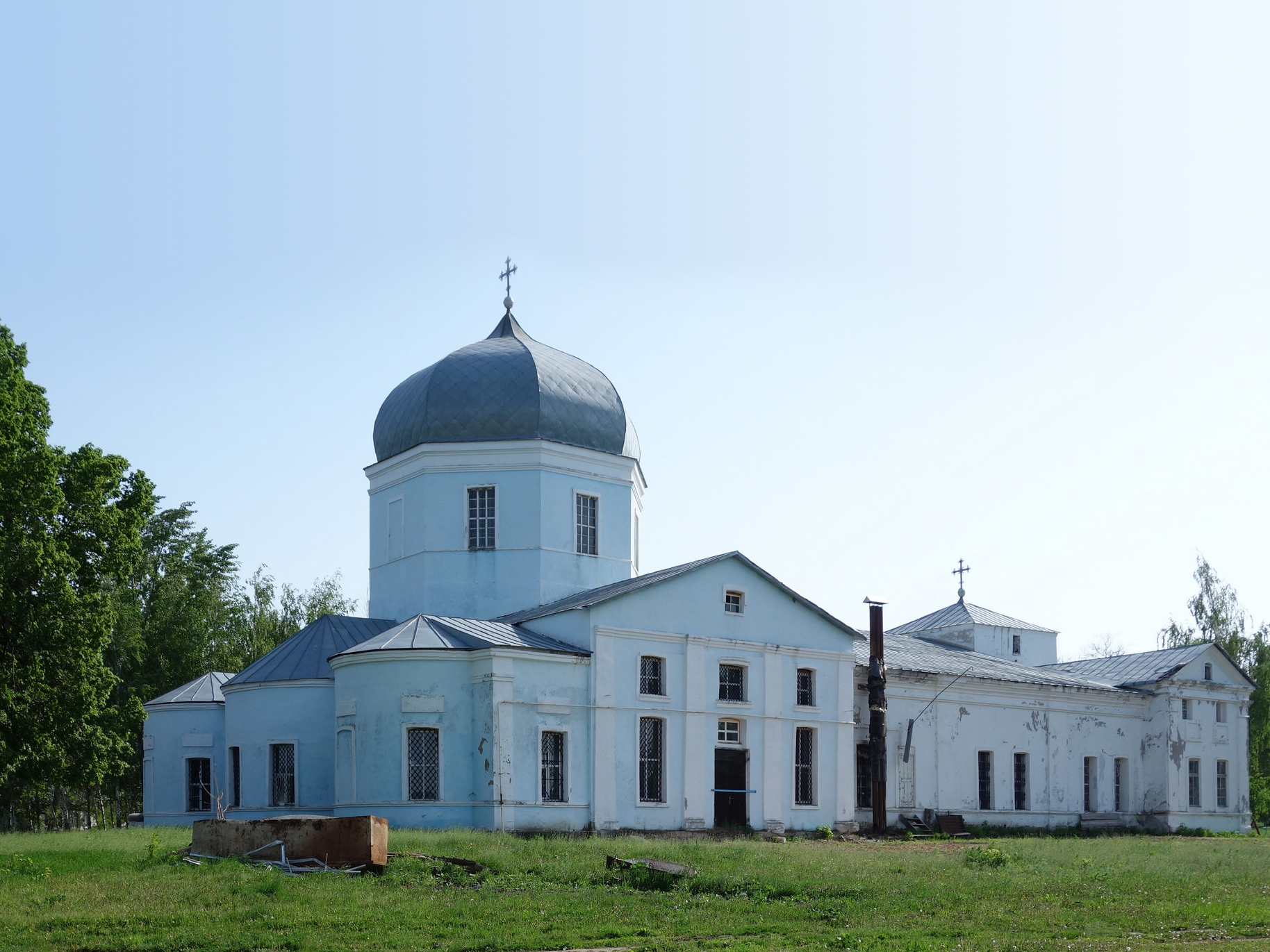
16 мая 2014
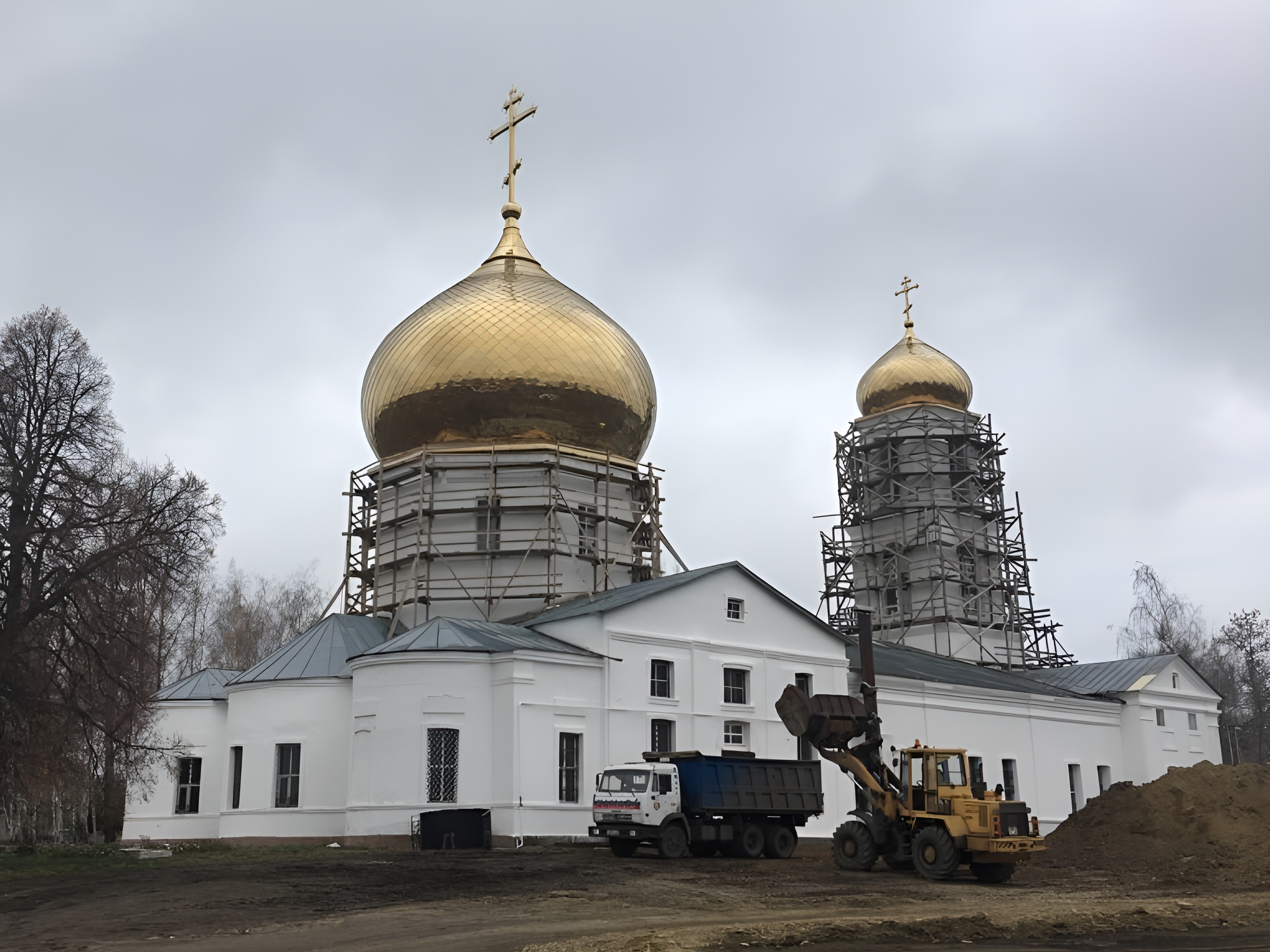
10 ноября 2018
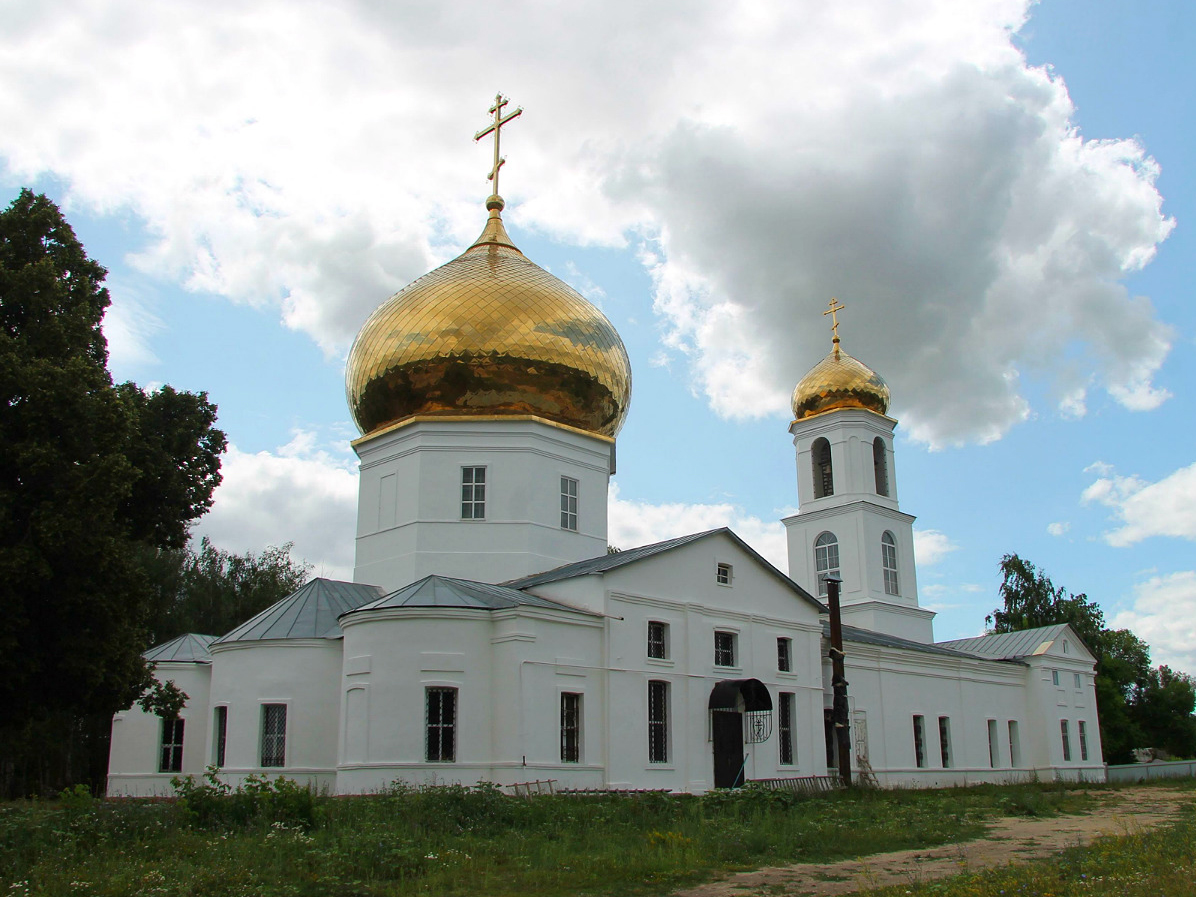
30 июня 2019

Вид с юго-западной стороны
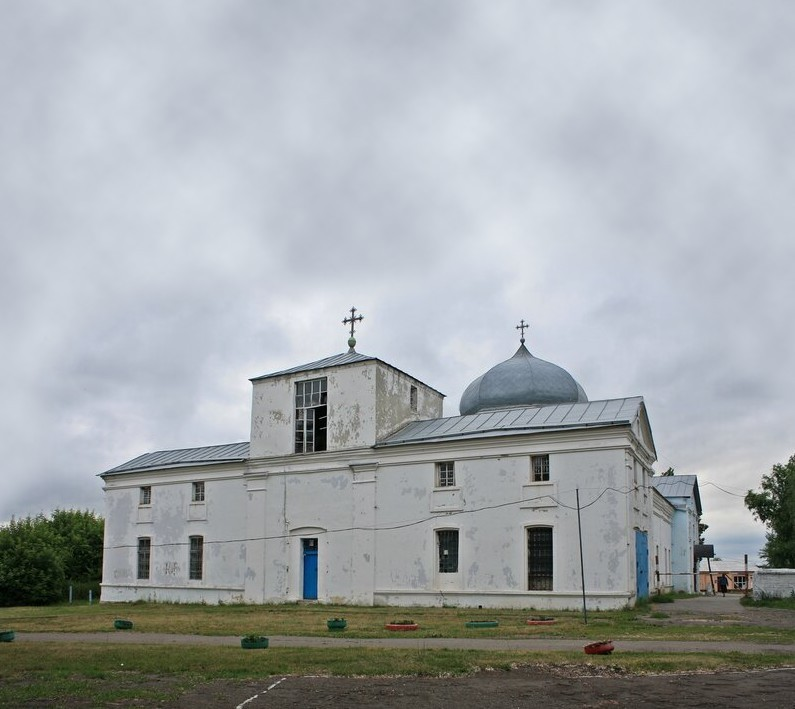
22 июня 2013
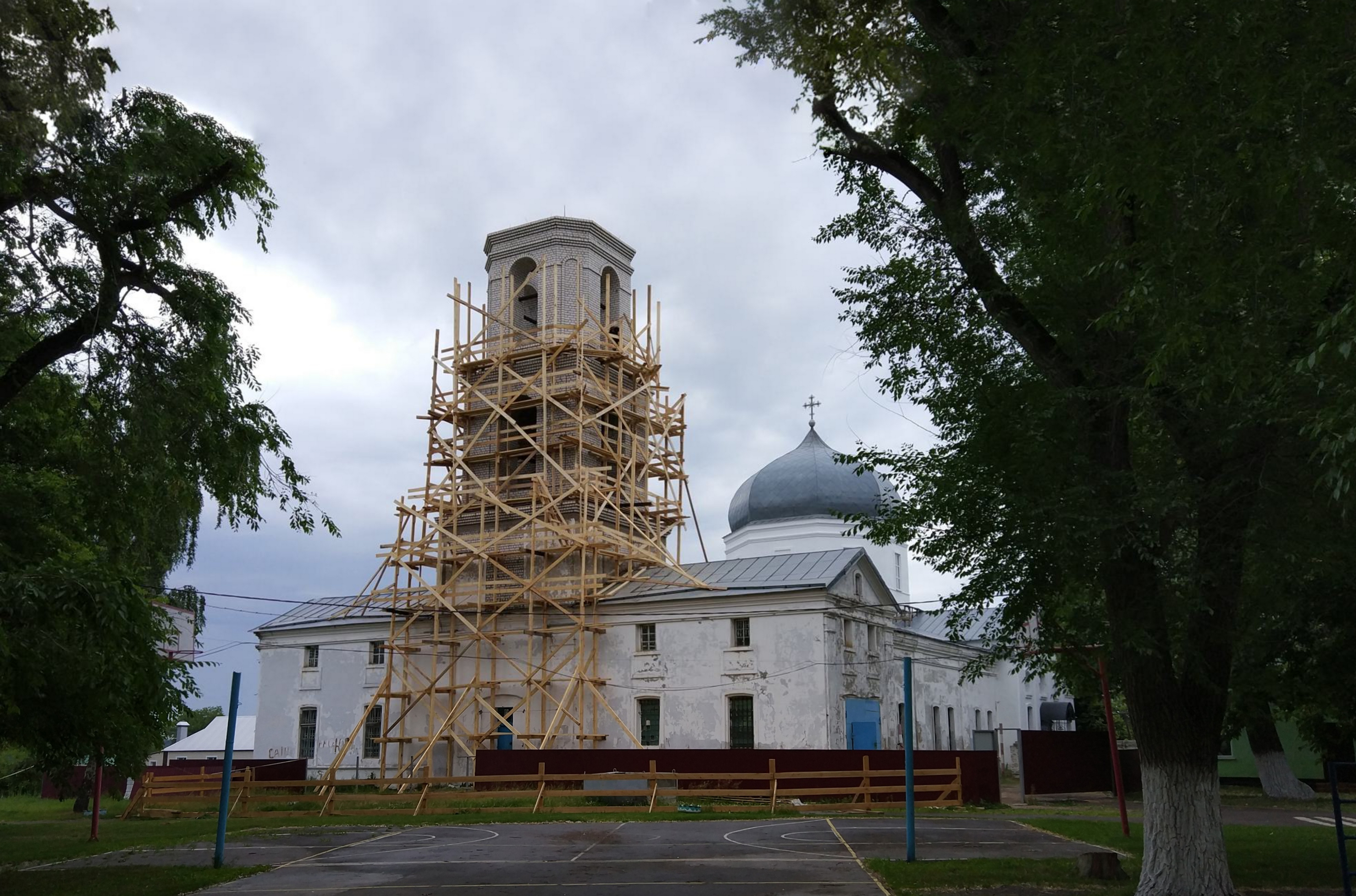
23 июня 2017
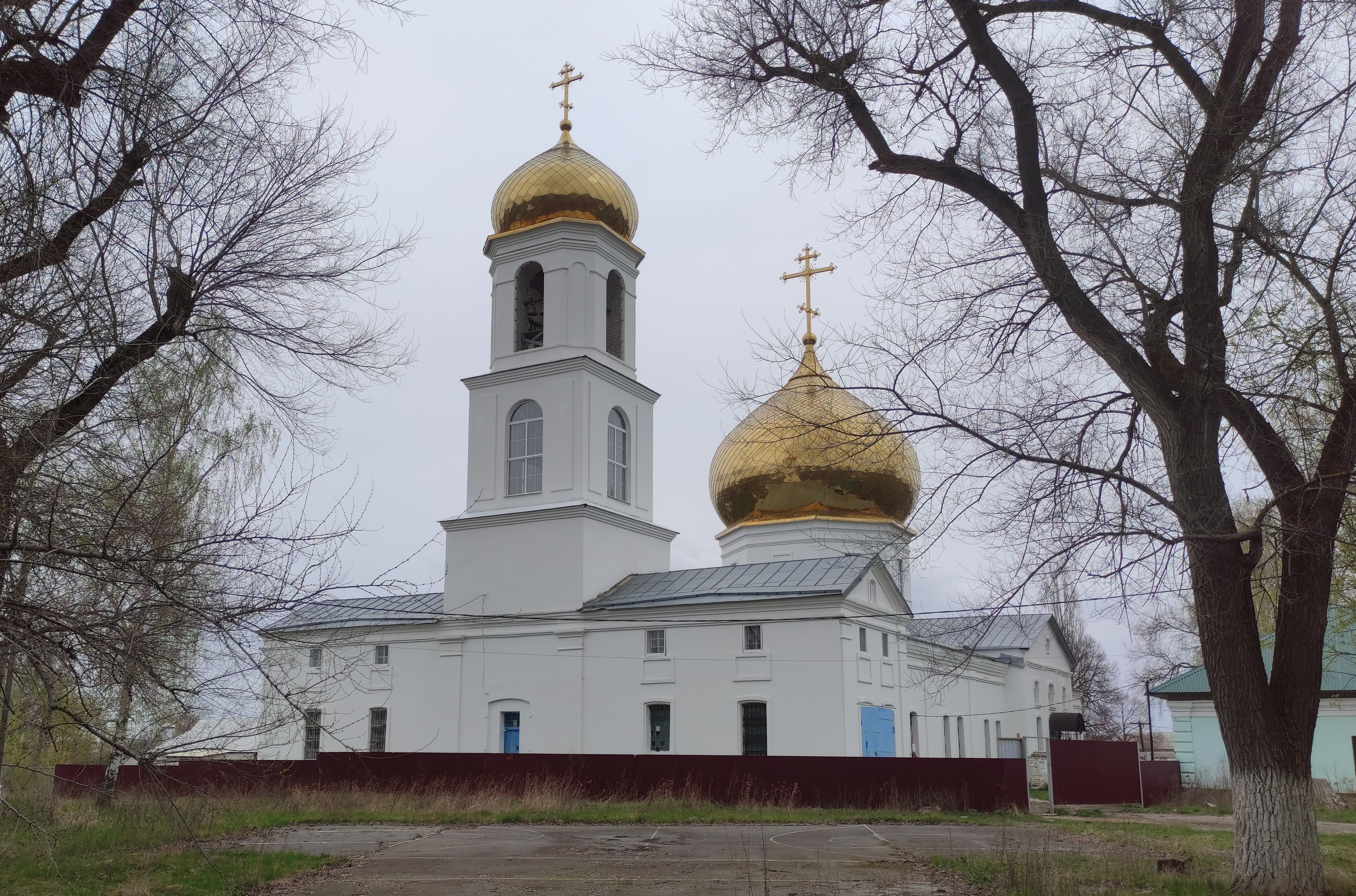
21 апреля 2023

Вид с северной стороны
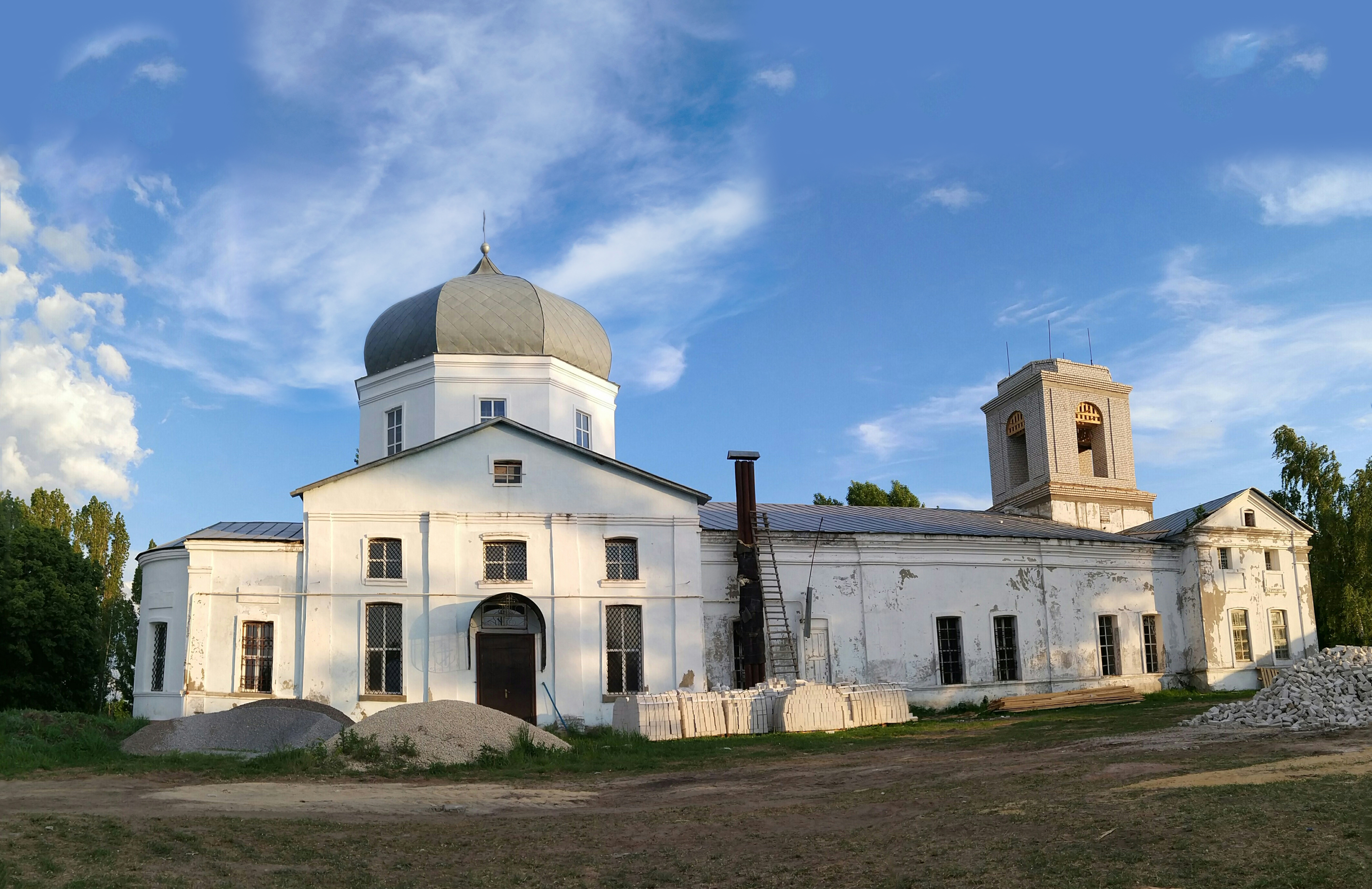
26 мая 2017
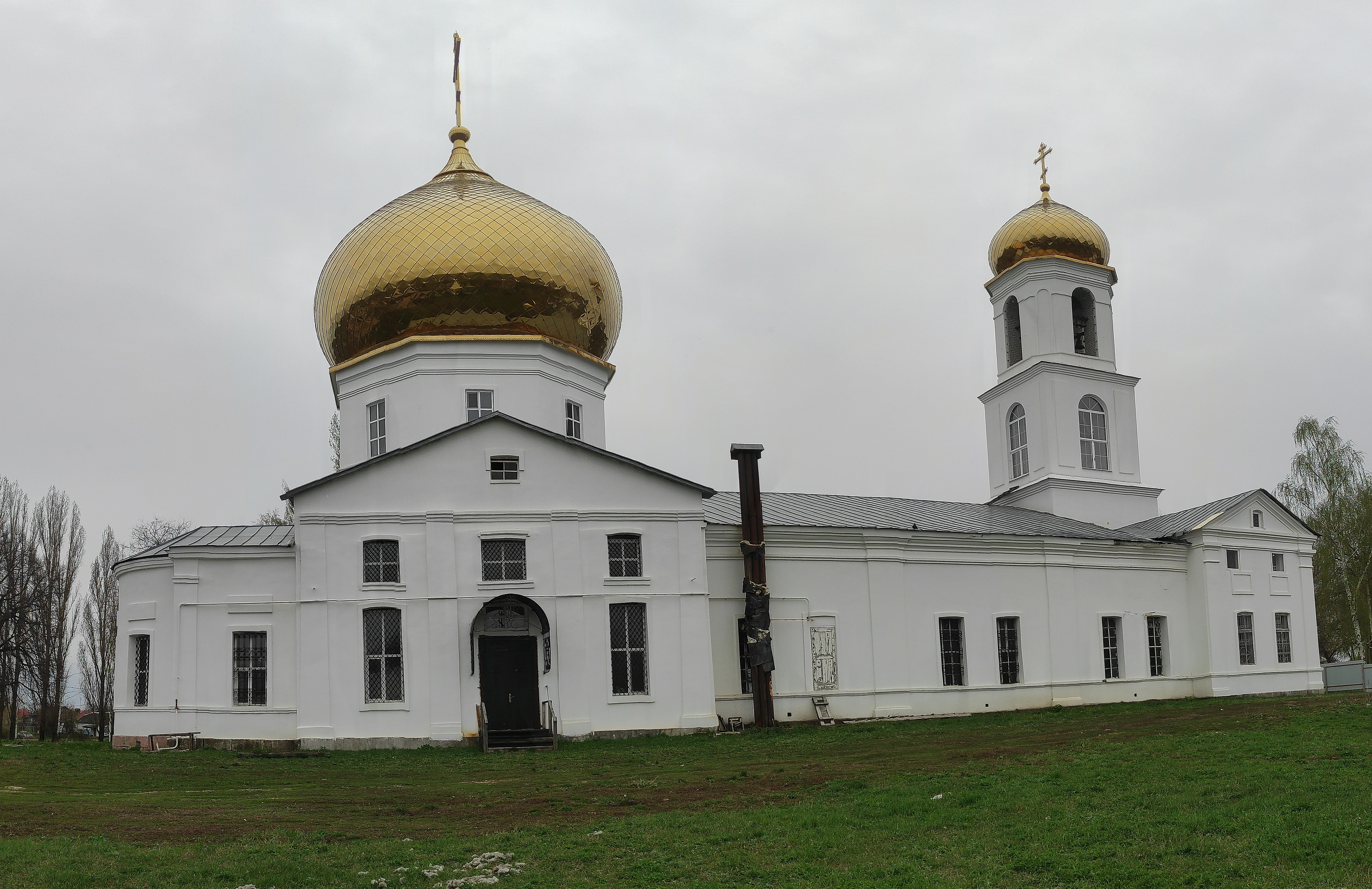
21 апреля 2023